# Mera Ruben Nilson
Mera Ruben Nilson är ett studioalbum av vissångaren Fred Åkerström, utgivet i juli 1971 på skivbolaget Metronome. Albumet är det andra där Åkerström tolkar Ruben Nilson (det första var Fred Åkerström sjunger Ruben Nilson 1963).
Mera Ruben Nilson producerades av Anders Burman och spelades in i Metronomes studio i Stockholm 1–4 juni 1971 med Rune Persson som tekniker. Visorna arrangerades av Kjell Andersson och ackompanjerades av dennes orkester. Albumet designades av Stig Söderqvist med foton tagna av Otmar Thormann. Konvoluttexten skrevs av Mats Rehnberg. Albumet utkom i en nyutgåva på CD 1990.

## Innehåll
Där inget annat anges är text och musik av Ruben Nilson.

### LP
Sida A
1. "Den sanna sjömansvisan" – 2:33
2. "Syndafloden" – 2:01
3. "Sjukbesök" – 2:35
4. "Full tid" – 1:34
5. "Rallarevisa" – 2:41
6. "Gårdsmusikanter" – 2:24
7. "Positivhalaren" – 2:37 (musik Kjell Andersson)

Sida B
1. "Begravningsentreprenörerna" – 2:06
2. "Önskevisa" – 2:19
3. "Adam och Eva" – 2:27
4. "Fru Kristina" – 1:58
5. "Balladen om Eken" – 2:58
6. "Ungkarlsvisan" – 2:04

### CD
1. "Den sanna sjömansvisan" – 2:33
2. "Syndafloden" – 2:01
3. "Sjukbesök" – 2:35
4. "Full tid" – 1:34
5. "Rallarevisa" – 2:41
6. "Gårdsmusikanter" – 2:24
7. "Positivhalaren" – 2:37 (musik Kjell Andersson)
8. "Begravningsentreprenörerna" – 2:06
9. "Önskevisa" – 2:19
10. "Adam och Eva" – 2:27
11. "Fru Kristina" – 1:58
12. "Balladen om Eken" – 2:58
13. "Ungkarlsvisan" – 2:04

## Medverkande
- Kjell Andersson – arrangör, ackompanjemang
- Anders Burman – producent
- Rune Persson – tekniker
- Fred Åkerström – sång